# Ace of Aces (librogame)
Ace of Aces è una serie di librogame di combattimenti aerei nella prima guerra mondiale, progettata da Alfred Leonardi e pubblicato per la prima volta dalla Gameshop Inc  nel 1980. Il gioco ha ricevuto il Charles S. Roberts Award come "Gamer Choice" del 1980 e venne inserito nella Adventure Gaming Hall of Fame nel 1994.
Poco dopo la pubblicazione la Gameshop cambiò nome in Nova Game Design. Al 2012 il gioco è di proprietà della Flying Buffalo.

## Meccanismo del gioco
Ogni set di gioco include un paio di libretti, uno per ogni giocatore (generalmente marcati "German"  e "Allied"), questi sono simili a un librogame, ma ogni pagina invece di contenere un brano della storia, indica dove si trova l'aereo del giocatore e il libretto stesso rappresenta un aereo da caccia della prima guerra mondiale. Ogni giocatore guarda alla stessa pagina del suo libro, l'illustrazione di quella pagina mostra la vista dalla cabina di guida del suo aereo con in vista l'avversario. Lungo il fondo della pagina ci sono una serie di manovre che possono essere eseguite, con un numero di pagina sotto di esse (le manovre sono costanti in ogni pagina, ma rimandano a pagine diverse a seconda della pagina in cui si trovano).
Ogni giocatore sceglie una manovra. Entrambi i giocatori annunciano contemporaneamente  il numero di pagina corrispondente all'avversario. Ogni giocatore sfoglia il libretto fino alla pagina annunciata dall'avversario, controlla la pagina indicata sotto alla sua  manovra su quella pagina  e va alla nuova pagina. Completate queste operazioni entrambi saranno a una nuova pagina (la stessa) e avranno ognuno la nuova visuale dell'altro. Questo procedimento viene ripetuto fino a quando uno dei due non riesce a inquadrare l'avversario nel mirino del suo armamento e può abbatterlo.
Le manovre possibili in entrambi i libri sono le stesse, e ogni set del gioco rappresenta un tipo generale di caccia con capacità di manovra simili. Set diversi sono compatibili uno con l'altro purché ognuno scelta un libretto della fazione opposta all'altro.
Inoltre un giocatore può "volare in solitario" scegliendo un libretto ed eseguendo manovre. Il risultato non simile all'usare l'aereo avversario disegnato sulle pagine del libro, come un punto di riferimento spaziale fisso. In questa maniera un nuovo giocatore può prendere confidenza con le varie manovre.
Un foglio di regole aggiuntivo contiene regole "intermediate" e "avanzate". Queste regole aggiungono al gioco base fattori come differenze di quota, quantità di munizioni, velocità del vento e inceppamento delle mitragliatrici, invece di assumere che  i caccia dispongano di munizione infinite, siano armati con mitragliatrici che non si possono inceppare e volino alla stessa quota senza vento.
Nonostante una percepita mancanza di "realismo" da parte di alcuni, il gioco base fu estremamente popolare e semplice da imparare e la possibilità di poterlo giocare ovunque ci fosse spazio per un paio di persone.

## Edizioni
- Handy Rotary Series (1980)
- Powerhouse Series (1981)
- Flying Machines (1983)
- Balloon Buster (1985)
- Handy Rotary Deluxe Edition (1986)
- Wingleader (1988)
- Jet Eagles (1990)

## Influenze
Ace of Aces fu il primo gioco di questo tipo, ma altri vennero prodotti.  Bounty Hunter usava praticamente lo stesso formato per duelli tra pistoleri western (venne pubblicato solo il set Shootout at the Saloon).  Dragonriders of Pern, basato sul ciclo dei Dragonieri di Pern di  romanzi di Anne McCaffrey.
Un altro librogame sempre progettato da Alfred Leonardi, che però usava delle meccaniche diverse, fu Lost Worlds. Joe Dever usò anch'esso questo stile di librogame in un'ambientazione fantasy per la sua serie Combat Heroes.